# Musseque

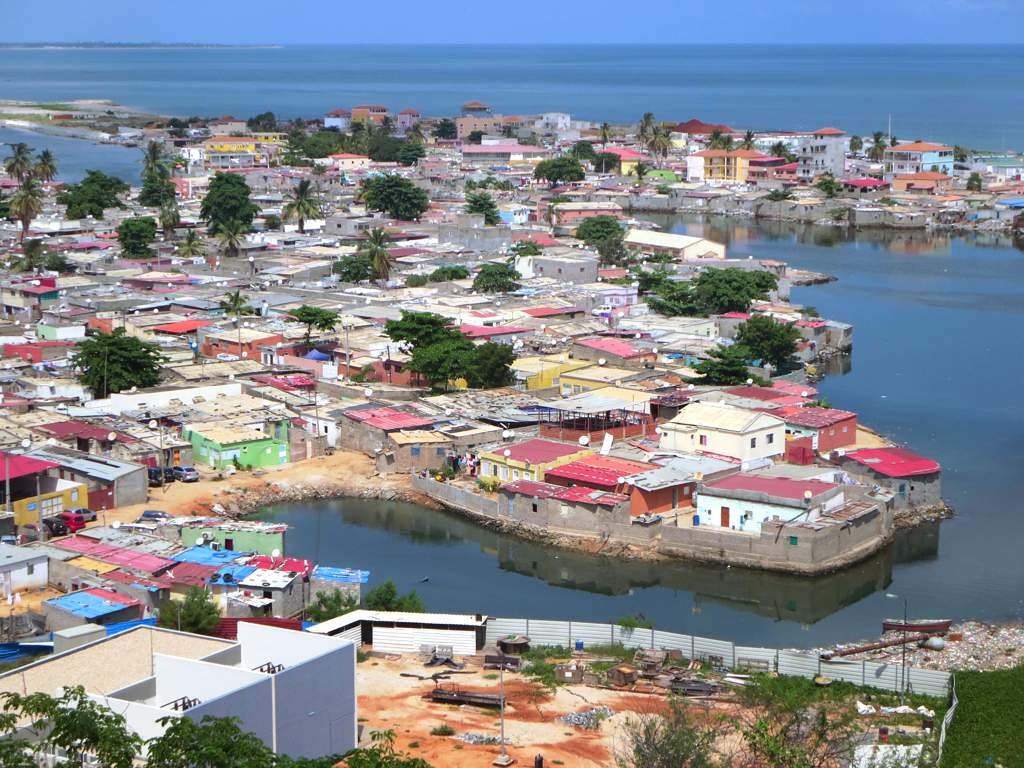
Musseque Chicala in Luanda (2015)

Als Musseque werden in Angola die Armenviertel der Städte bezeichnet, vor allem die der Vororte von Luanda. Sie entsprechen den Favelas in Brasilien und den Caniços in Mosambik.

## Etymologie
Der Begriff stammt aus dem Kimbundu und setzt sich aus mu = Ort und seke = Sand zusammen, wobei seke ursprünglich rot bedeutet, sich dann aber auch auf den Sand bezieht, der in der Umgebung von Luanda eine rote Farbe hat.

## Geschichte
Mit dem Beginn der Industrialisierung Luandas im Jahr 1962 zog eine steigende Anzahl der Einwohner aus den ländlichen Gegenden Angolas in die Hauptstadt. Sie siedelten sich nach Herkunft getrennt in Musseques an. Mit dem Beginn des Bürgerkriegs in Angola 1975 verstärkte sich der Zuzug ärmerer Bevölkerungsgruppen in einige Städte. Es entstanden immer mehr und größere Elendsviertel.

## Kategorien
Die Musseques werden in vier Kategorien unterteilt:

### Musseque Antigo
Informelle Ansiedlung, die sich spontan aus einer städtischen Siedlung ausbreitet. Sie bedecken freie Flächen im Stadtgebiet, oft Industrieflächen, die Ränder von Eisenbahnlinien oder ehemalige Abfalldeponien. Die Einwohner benutzen die Dienstleistungsangebote der angrenzenden Stadtviertel. Sie sind durch einen hohen Grad an Armut (55 %)  und nicht ausreichende oder fehlende Infrastruktur (Wasserleitung, Abwasserentsorgung, Stromnetz) gekennzeichnet. Es gibt jedoch einige öffentliche und private Schulen sowie Gesundheitszentren. Die Häuser sind aus Betonblöcken oder Ziegelsteinen gebaut und verfügen über Zink- oder Asbestzementdächer. Die Haushalte weisen eine hohe Personenzahl auf.

### Musseque Ordenado
Diese Ansiedlung entwickelte sich aus einer Ausdehnung der „Volksviertel“, die durch ein Wohnungsbauprogramm der Kolonialregierung in den 1960er und -70er Jahren entstanden waren, das sich an dem Modell der Townships in Südafrika orientierte. Die Armutsquote liegt bei 60 %, es gibt einige Wasser- und Stromleitungen, jedoch keine Abwasserentsorgung. Es gibt öffentliche Schulen und Krankenhäuser. Die Häuser sind ebenfalls aus Betonblöcken oder Ziegelsteinen gebaut und verfügen über Zink- oder Asbestzementdächer.

### Musseque em Transição

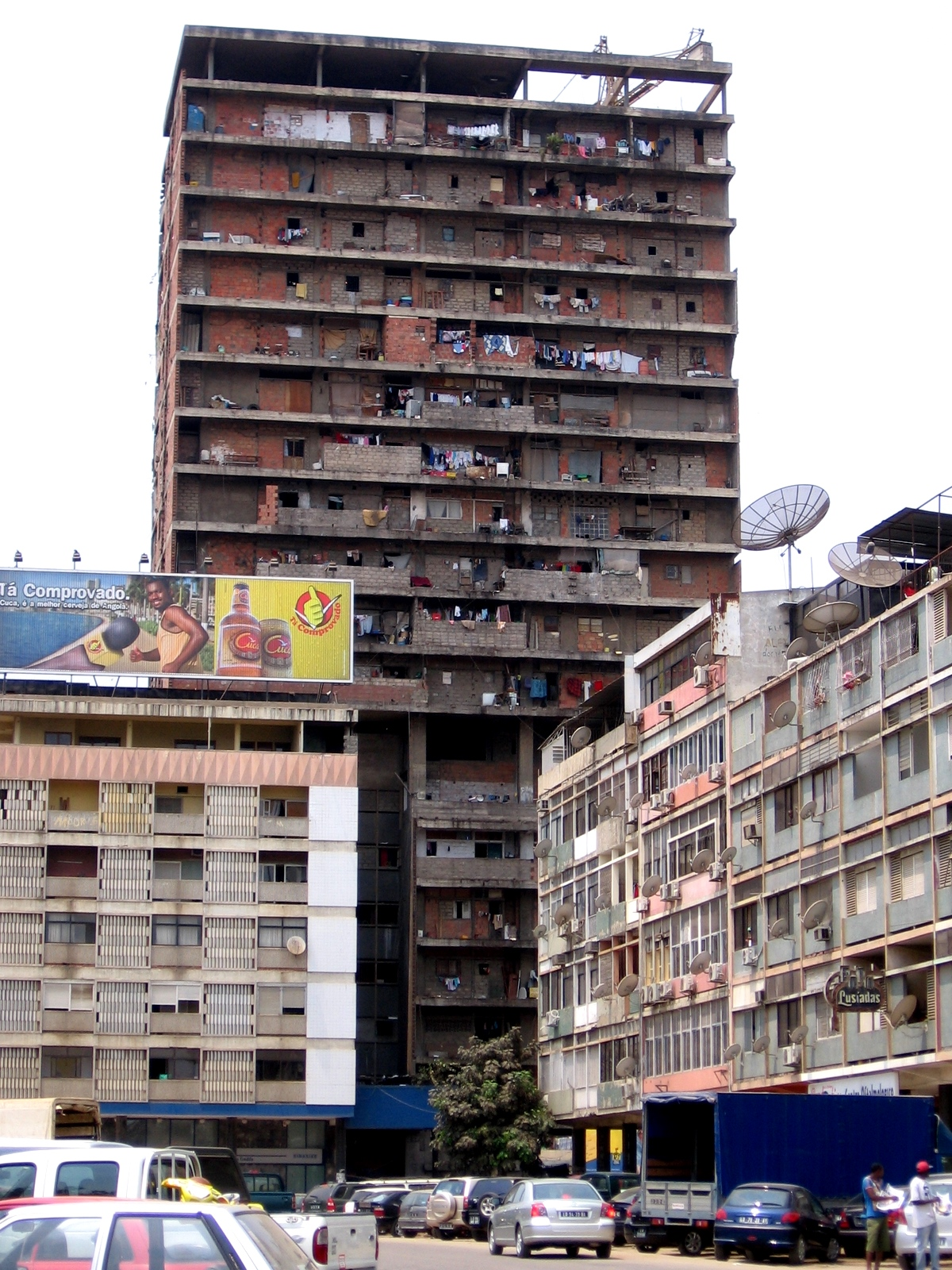
Musseque vertical

Diese sogenannten „Übergangsslums“ bestehen aus neuen Gebäuden und Hochhäusern, die illegal von den Bewohnern besetzt wurden. So ein Hochhausslum wird auch Musseque vertical genannt. Die Armutsquote beträgt 60 %, es gibt kein fließendes Wasser, keine Stromversorgung, keine Abwasserentsorgung. Es gibt in der Umgebung private Schulen und private Gesundheitszentren. Die meisten Bewohner bleiben 1–5 Jahre, manche aber bis zu 30 Jahre.

### Musseque Periférico
Elendsviertel am Rand der Stadt, die oft von Menschen bewohnt werden, die aus dem Stadtzentrum aufgrund steigender Mieten weggezogen sind, sowie von Bürgerkriegsflüchtlingen aus den ländlichen Regionen. Sie weisen mit 84 % die größte Armutsquote auf. Es gibt keine Wasser- und Stromversorgung – die Bewohner beziehen ihr Trinkwasser aus Zisternen-Lkws – keine Müll- und Abwasserentsorgung, keine öffentlichen Schulen und Krankenhäuser. Sie werden von engen, verwinkelten Gassen durchzogen, es fehlen geradlinige Straßen. Viele Häuser sind aus temporären Materialien gebaut, andere bestehen aus Betonblöcken oder Ziegelsteinen und verfügen meist über Zinkdächer.
Alle Musseques weisen eine hohe Kriminalitätsrate auf, besonders die in den Randlagen, da es an ausreichenden Polizeistationen und Personal fehlt. Die Viertel ohne Stromversorgung werden während der Abend- und Nachtstunden ab 19 Uhr von der Polizei grundsätzlich nicht patrouilliert. In einigen haben sich zum Schutz Bürgerpatrouillen gebildet.